# 春風亭昇太のオールナイトニッポン
春風亭昇太のオールナイトニッポン（しゅんぷうていしょうたのオールナイトニッポン）は、ニッポン放送（LF、NRN）のオールナイトニッポンの月曜日で春風亭昇太がパーソナリティのラジオ番組。2005年10月3日開始。2006年12月25日終了。

## 概要
鳴り物入りで始まったが、初日から特別な事情がないのにもかかわらず録音で始まった。またレーティング週に代役を起用することが非常に多かった。
また、オールナイトニッポンでは珍しいマイナーな曲を選曲したり、少年少女合唱団や小中学校生が唄った曲を選曲する（末期は偏らずに様々な曲を流すようになった）。
ちなみに落語家がオールナイトニッポンを担当するのは笑福亭鶴光以来20年ぶりで2人目である（落語家であることを隠して出演していた伊集院光は除く）。
エンディングテーマは、airdropのデビューシングル「休日」のカップリング曲「ラブレター」。
ちなみに、昇太はこれ以前にTBSラジオで深夜番組の「スーパーギャング」「パックインミュージック21」のパーソナリティを担当していた。

## 放送時間
- 毎週月曜日 25:00～27:00（毎週火曜日 1:00～ 3:00）

## 主なコーナー
いいもんクラブ
ノンジャンルで、あまり知られていないが「いいもん」だと感じているものの情報を送るコーナー。
会長宣言
あんたも何か考えろ
未確認イッパツ芸
5行年表
投稿者の年表を、5つのエピソード、5行で書いてみるコーナー。
合唱クラブ
「いいもんクラブ」から独立したコーナーで、リスナーから合唱にまつわるエピソード、合唱曲の音源、リクエストを募集する（音源は返却できない）。
我が町のボブ
俺のこだわり
自分の変なこだわりを送る。
2006年3月～2006年9月26日
春風亭ご招待
自分の住む街の自慢を送る。
2006年9月26日
中央線の女子高生
アバウトな知識、アバウトな記憶で、微妙な勘違いのまま会話をしている女子高生の会話をレポートをするコーナー。
告白の告白
自分がしたちょっと変わった告白をされた体験を送る。
今考えたら考えられない歌詞のコーナー
「今考えると、なんとむちゃくちゃな歌詞なんだ～！」と絶叫するような“今考えたら考えられない歌”を募集。
どうしても出来ないこと～チキンハート
投稿者の小心者っぷりを示すエピソードを募集する。
白鳥さんおバカ記念…この年になっても間違えていたこと
ずっと間違えて覚えていたこと、勘違いしていたことを教える。
私の不謹慎
今週のザンゲ（「○○が△△になったのは、私がこんな不謹慎な行動をしたからだ」という懺悔を募集する。）
昇太の笑点キャラ＆フレーズ

## 代理番組
- 2006年1月2日 西川貴教（西川貴教のオールナイトニッポン）
- 2006年2月27日 石井一久（石井一久のオールナイトニッポン）
- 2006年6月19日 アンジェラ・アキ
- 2006年10月2日 吉井和哉（吉井和哉のオールナイトニッポン）
- 2006年10月16日長澤まさみ（長澤まさみのオールナイトニッポン）
- 2006年11月27日橘慶太（橘慶太のオールナイトニッポン）
- 2006年12月11日浜崎あゆみ（浜崎あゆみのオールナイトニッポン）

## ゲスト
- 笑福亭鶴瓶（電話）
- モロ師岡
- airdrop
- 犬山イヌコ
- 和希沙也
- 辺見えみり
- 安田大サーカス
- 松浦亜弥（コメントのみ）
- 石原さとみ（コメントのみ）
- 劇団ひとり
- 山里亮太（南海キャンディーズ）
- タカアンドトシ
- 林家たい平